# Граф Фортескью
Граф Фортескью (англ. Earl Fortescue) — дворянский титул в системе пэрства Великобритании, созданный 1 сентября 1789 года, который носят представители английского рода Фортескью. Наследник графа носит титул «виконт Эбрингтон» в качестве титула учтивости.

## История титула
Представители рода Фортескью известны с XI века. По преданию, и предок Ричард Сильный, спас на Гастингском поле жизнь нормандского герцога Вильгельма Завоевателя. Его потомком был Хью Фортескью (1695—1751), носивший с 1721 года титул 14-го барона Клинтона. Ему 5 июля 1746 года были пожалованы титулы 1-го графа Клинтона и 1-го барона Фортескью из Касл-Хилла. После смерти Хью, не имевшего потомства, титул графа Клинтона угас, титул барона Клинтона оказался в ожидания наследника (abeyance), а титул барона Фортескью, имевший специальное примечание, унаследовал единокровный брат покойного — Мэттью, 2-й барон Фортескью (1719—1785). 
Старший сын Мэтью, Хью Фортескью, 3-й барон Фортескью (1753—1841) в 1784 году избрался в палату общин британского парламента. После смерти отца он в 1785 году перешёл в палату лордов. Хью был одним из крупнейших землевладельцев Девона и поддерживал Уильяма Питта, благодаря которому 1 сентября 1789 года был пожалован титулами графа Фортескью и виконта Эбрингтона. . Его старший сын Хью Фортескью,  2-й граф Фортескью (1783—1861), большую часть жизни был известен под титулом учтивости «виконт Эбрингтон». Он при жизни отца неоднократно избирался в палату общин. Он до 1814 года был союзником своего дяди, лорда Гренвиля, но позже разочаровался в его консервативных взглядах и примкнул к вигам. В 1831—32 годах он принимал деятельное участие в проведении билля о реформе, а в 1839—1841 годах был лордом-лейтенантом Ирландии (во время 2-го министерства виконта Мельбурна). Его наследник, Хью Фортескью, 3-й граф Фортескью (1818—1905), был в 1841 году избран в палату общин, где заседал в рядах либералов; в 1859 году, ещё при жизни отца возведённый в достоинство пэра, перешёл в палату лордов с титулом «барон Фортескью». В 1865—166 годах во время министерства Рассела был министром по делам Ирландии. Написал несколько политических брошюр; важнейшая из них — «Public Schools for the middle classes» (Лондон, 1864).
Наследник 3-го графа, Хью Фортескью, 4-й граф Фортескью, при жизни отца несколько раз избирался в палату общин. Он оставил двух сыновей. Старший, Хью Уильям Фортескью, 5-й граф Фортескью, носивший при жизни отца титул виконта Эбрингтона, был военным, дослужившись до звания полковника. Унаследовав после смерти отца в 1932 году графский титул, он служил в консервативных правительствах нескольких премьер-министров. В 1951 году он стал рыцарем ордена Подвязки, а в 1952 году вошёл в Тайный совет.
Поскольку единственный сын 5-го графа погиб в 1942 году, наследовал Хью в 1958 году его младший брат Дензил Джордж Фортескью, 6-й граф Фортескью. Как и брат, он был военным, дослужившись до звания подполковника. Став графом, он поселился в родовой резиденции, поместье Эбрингтон в Глостершире, став успешным фермером, занимающимся выращиванием фруктов.
После смерти Дензила графский титул носил сначала его сын, Ричард Арчибальд Фортескью, 7-й граф Фортескью, а затем внук, Чарльз Хью Ричард Фортескью (родился в 1951 году), 8-й граф Фортескью с 1993 года. Поскольку он не имеет сыновей, его предполагаемым наследником титула графа Фортескью является двоюродный брат Джон Эндрю Фрэнсис Фортескью (родился в 1955 году), старший сын Мартина Дензила Фортескью, второго сына 6-го графа Фортескью.

## Бароны Фортескью из Касл-Хилла
- 1746—1751: Хью Фортескью[англ.] (28 июня 1695 — 2 мая 1751), 14-й барон Клинтон с 1721 года, 1-й граф Клинтон и 1-й барон Фортескью из Касл-Хилла с 1746 года[2][3][4].
- 1751—1785: Мэтью Фортескью (31 марта 1719 — 10 июля 1785), 2-й барон Фортескью из Кастл Хилла с 1751 года, брат предыдущего[4][12].

## Графы Фортескью
- 1789—1841: Хью Фортескью (12 марта 1753 — 16 июня 1841), 3-й барон Фортескью из Касл-Хилла с 1785 года, 1-й граф Фортескью и 1-й виконт Эбрингтон с 1789 года, член палаты общин в 1784—1785 годах, сын предыдущего[4][13][5].
- 1841—1861: Хью Фортескью (13 февраля 1783 — 14 сентября 1861), 2-й граф Фортескью, 2-й виконт Эбрингтон и 4-й барон Фортескью из Касл-Хилла с 1841 года, член палаты общин в 1804—1809, 1812—1817, 1818—1839 годах, сын предыдущего[6][4][14][8][7].
- 1861—1905: Хью Фортескью (4 апреля 1818 — 10 октября 1905), 5-й барон Фортескью из Касл-Хилла с 1859 года, 3-й граф Фортескью, 3-й виконт Эбрингтон с 1861 года, сын предыдущего[6][4][15][9].
- 1905—1932: Хью Фортескью (16 апреля 1854 — 29 октября 1932), 4-й граф Фортескью, 4-й виконт Эбрингтон и 6-й барон Фортескью из Касл-Хилла с 1905 года, член палаты общин в 1886—1892 годах, сын предыдущего[6][6][16].
- 1932—1958: Хью Уильям Фортескью (14 июня 1888 — 14 июня 1958), 5-й граф Фортескью, 5-й виконт Эбрингтон и 7-й барон Фортескью из Касл-Хилла с 1932 года, сын предыдущего[6][17].
- 1958—1977: Дензил Джордж Фортескью (13 июня 1893 — 1 июня 1977), 6-й граф Фортескью, 6-й виконт Эбрингтон и 8-й барон Фортескью из Касл-Хилла с 1958 года, брат предыдущего[6][18].
- 1977—1993: Ричард Арчибальд Фортескью[англ.] (14 апреля 1922 — 7 марта 1993), 7-й граф Фортескью, 7-й виконт Эбрингтон и 9-й барон Фортескью из Касл-Хилла с 1977 года, сын предыдущего[6][19].
- с 1993: Чарльз Хью Ричард Фортескью (родился 10 мая 1951), 8-й граф Фортескью, 8-й виконт Эбрингтон и 10-й барон Фортескью из Касл-Хилла с 1993 года, сын предыдущего[6][20].
  - наследник: Джон Эндрю Фрэнсис Фортескью (родился 27 марта 1955), двоюродный брат предыдущего[6][21].